# Grand Prix automobile du Maroc

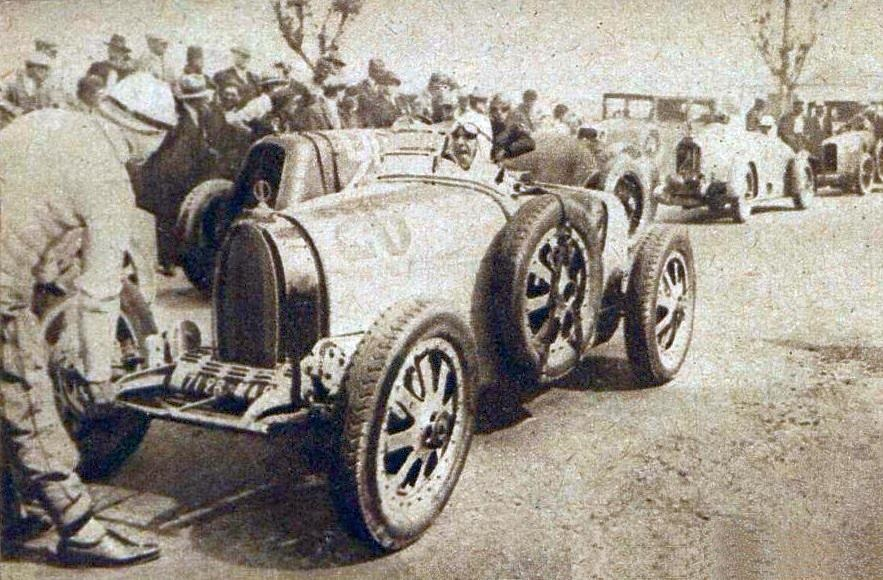
Edouard Meyer, vainqueur du Grand Prix du Maroc 1928, sur Bugatti.

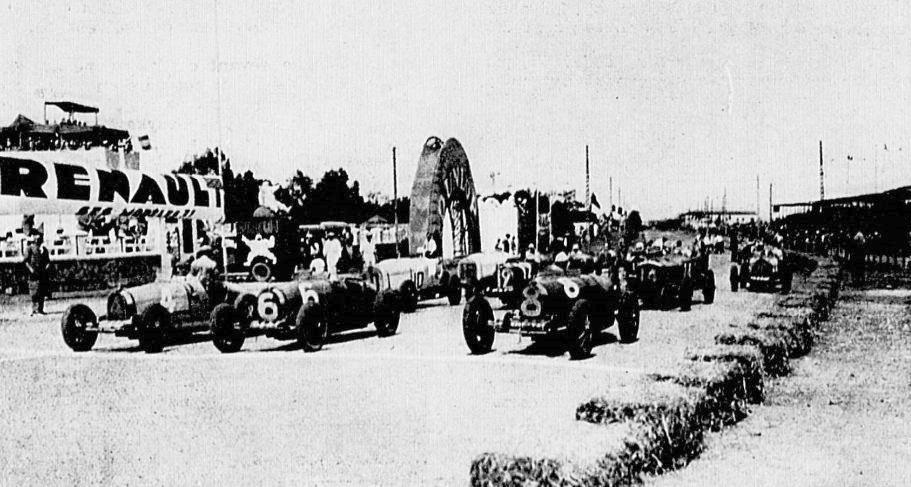
Le départ du Grand Prix de Casablanca (Anfa) en 1931 (4 de Maleplane, 6 Lehoux).

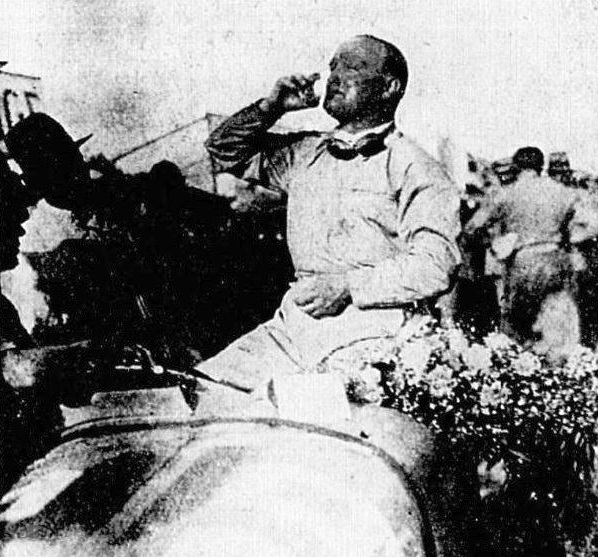
Victoire du comte Stanislaw Czaykowski au GP de Casablanca 1931.

Résultats du Grand Prix du Maroc de Formule 1 1958 qui a eu lieu sur le circuit urbain Ain-Diab à Casablanca le 19 octobre 1958.
Le Grand Prix automobile du Maroc était une épreuve de sport automobile, qui a figuré au championnat du monde de Formule 1 en 1958. 
Disputé à l'origine après guerre sur le circuit d'Agadir et officiellement baptisé Grand Prix d'Agadir, le Grand Prix du Maroc mettait aux prises des voitures de la catégorie Sport. Pour la saison 1957, les autorités marocaines définissent le Circuit d'Ain-Diab, à l'ouest de Casablanca, destiné à accueillir les Formule 1 ainsi que les 12 Heures de Casablanca. 
Après un premier Grand Prix, disputé hors-championnat en 1957, remporté par le Français Jean Behra devant le Britannique Stuart Lewis-Evans), Aïn-Diab accueille, en octobre 1958, l'ultime manche du championnat du monde, décisive pour l'attribution du titre mondial que se disputent les Britanniques Mike Hawthorn (Ferrari) et Stirling Moss (Vanwall). Malgré la victoire de Moss, le titre revient à Mike Hawthorn, deuxième du Grand Prix ; la course est marquée par le tragique accident de Stuart Lewis-Evans, qui décède quelques jours plus tard de ses blessures.

## Palmarès
Les événements qui ne faisaient pas partie du championnat du monde de Formule 1 sont indiqués par un fond rose.
| Année     | Vainqueur            | Voiture      | Catégorie | Circuit    | Résultats |
| --------- | -------------------- | ------------ | --------- | ---------- | --------- |
| 1924*     | Marcel Lehoux,       | Bugatti      | Tourisme  | Anfa       | Résultats |
| 1925**    | Comte de Vaugelas,   | Delage       | Tourisme  | Casablanca | Résultats |
| 1926      | Edouard Meyer,       | Bugatti      | Tourisme  | Casablanca | Résultats |
| 1927      | G. Rost              | Georges Irat | Tourisme  | Casablanca | Résultats |
| 1928      | Edouard Meyer        | Bugatti      | Tourisme  | Casablanca | Résultats |
| 1930      | Charles Bénitah      | Amilcar      | Tourisme  | Anfa       | Résultats |
| 1931      | Stanisław Czaykowski | Bugatti      | Tourisme  | Anfa       | Résultats |
| 1932      | Marcel Lehoux        | Bugatti      | Tourisme  | Anfa       | Résultats |
| 1933      | Non couru            | Non couru    | Non couru | Non couru  | Non couru |
| 1934      | Louis Chiron         | Alfa Romeo   | Tourisme  | Anfa       | Résultats |
| 1935-1953 | Non couru            | Non couru    | Non couru | Non couru  | Non couru |
| 1954      | Giuseppe Farina      | Ferrari      | Sport     | Agadir     | Résultats |
| 1955      | Mike Sparken         | Ferrari      | Sport     | Agadir     | Résultats |
| 1956      | Maurice Trintignant  | Ferrari      | Sport     | Agadir     | Résultats |
| 1957      | Jean Behra           | Maserati     | Formule 1 | Ain-Diab   | Résultats |
| 1958      | Stirling Moss        | Vanwall      | Formule 1 | Ain-Diab   | Résultats |

(* dénomination exacte : Grand Prix international d'Anfa ;** dénomination exacte : Grand Prix de Casablanca)